# Палаццо Гваданьи
Палаццо Гваданьи, Палаццо Дюфур Берте (итал. Palazzo Guadagni, Palazzo Dufour Berte) — дворец во Флоренции, столице Тосканы, памятник истории и архитектуры эпохи итальянского Возрождения. Расположен в левобережной части города, на углу площади Санто-Спирито и улицы Виа Маццетта.

## История
Дворец был построен после 1502 года для торговца шёлком Риньеро ди Бернардо Деи (Riniero di Bernardo Dei) в районе, обычно населённом мелкими торговцами и ремесленниками. Семья владела домом в течение ста восьмидесяти лет. Архитектором, вероятно, был Симоне дель Поллайоло, известный под прозванием «Кронака», хотя в документах также упоминается имя Баччо Д’Аньоло. После отъезда семьи Деи в октябре 1683 года здание было передано благотворительной конгрегации Буономини ди Сан-Мартино, которая продала его (согласно собственным правилам) Донато Мария Гваданьи (Donato Maria Guadagni). В 1837 году последний потомок этой семьи женился на маркизе Дюфур Берте (Dufour Berte), потомки которой до сих пор владеют дворцом.
Во второй половине XIX века в здание перестраивал Джузеппе Поджи, открыв для экипажей въезд во двор и переделав парадную лестницу. Позднее в здании находились официальные учреждения, затем им владел граф Вальфредо Делла Герардеска. С 1912 по 1964 год здесь располагался Германский институт истории искусств (l’Istituto germanico di Storia dell’Arte), который теперь находится в Палаццо Цуккари на улице Джиусти). На первом этаже здания в 1914 году была открыта первая муниципальная библиотека Флоренции.

## Архитектура

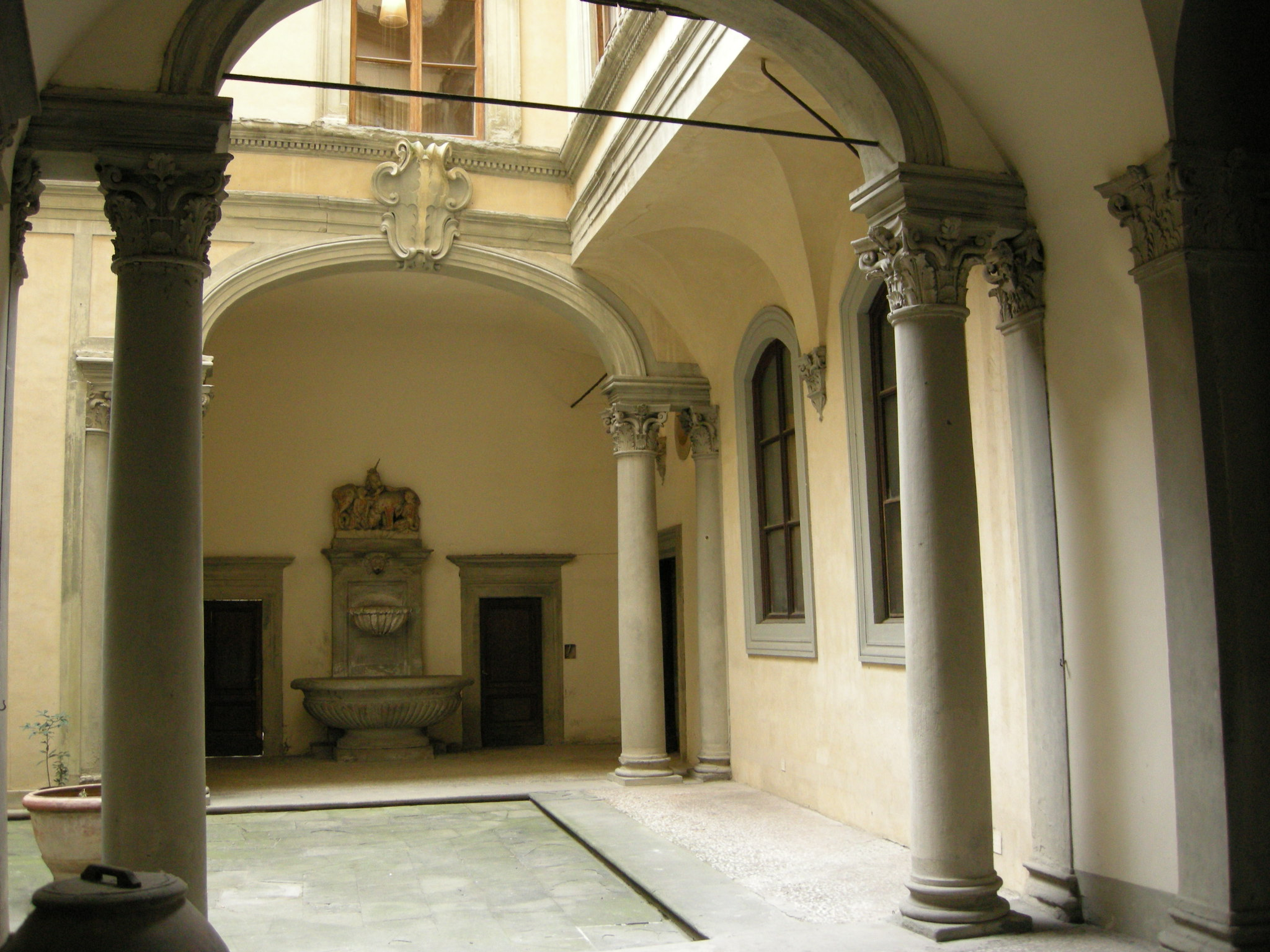
Палаццо Гваданьи. Двор (кортиле)

Композиция дворца типична для флорентийских палаццо эпохи Возрождения: замкнутый план, внутренний двор (кортиле), горизонтальные членения фасадов, портал с рустовкой, лоджия на верхнем этаже (1503) и мощный венчающий карниз. Однако, в отличие от других палаццо, здание не имеет сплошного руста, оно облицовано гладким камнем «пьетра-форте» с побелкой второго и третьего ярусов. Когда-то стены были украшены светлыми сграффито на чёрном фоне на первом и втором этажах, по рисункам Андреа дель Сарто, со временем они были утрачены.
Внизу, по флорентийскому обычаю, имеется каменная уличная скамья для горожан. В нижней части внешних стен сохранились кольца для привязывания лошадей и кованый фонарь на углу. Большая деревянная дверь, резная и украшенная железными розетками и гвоздиками, относится к XVI веку. Папские ключи в верхней части являются одной из эмблем семьи Деи в память о папских привилегиях, предоставленных семье в XV веке.
Двор, открывающийся через вестибюль со сводчатым потолком на пилястрах и колоннах эпохи Возрождения, имеет необычную форму из-за последующих переделок. Здесь можно увидеть остатки лоджии с капителями колонн, изящно украшенных дельфинами, свитками и раковинами. Пристенный фонтан в форме раковины украшен горельефными изображениями морских божеств и геральдическими символами. Мемориальная доска под бассейном фонтана напоминает о том, что вода, по решению великого князя, поступает прямо из садов Боболи. Во дворце ранее размещалась картинная галерея, в которой хранилось около двухсот произведений художников флорентийской, венецианской и зарубежных школ живописи. Со временем она была рассеяна.